# Kirkland House

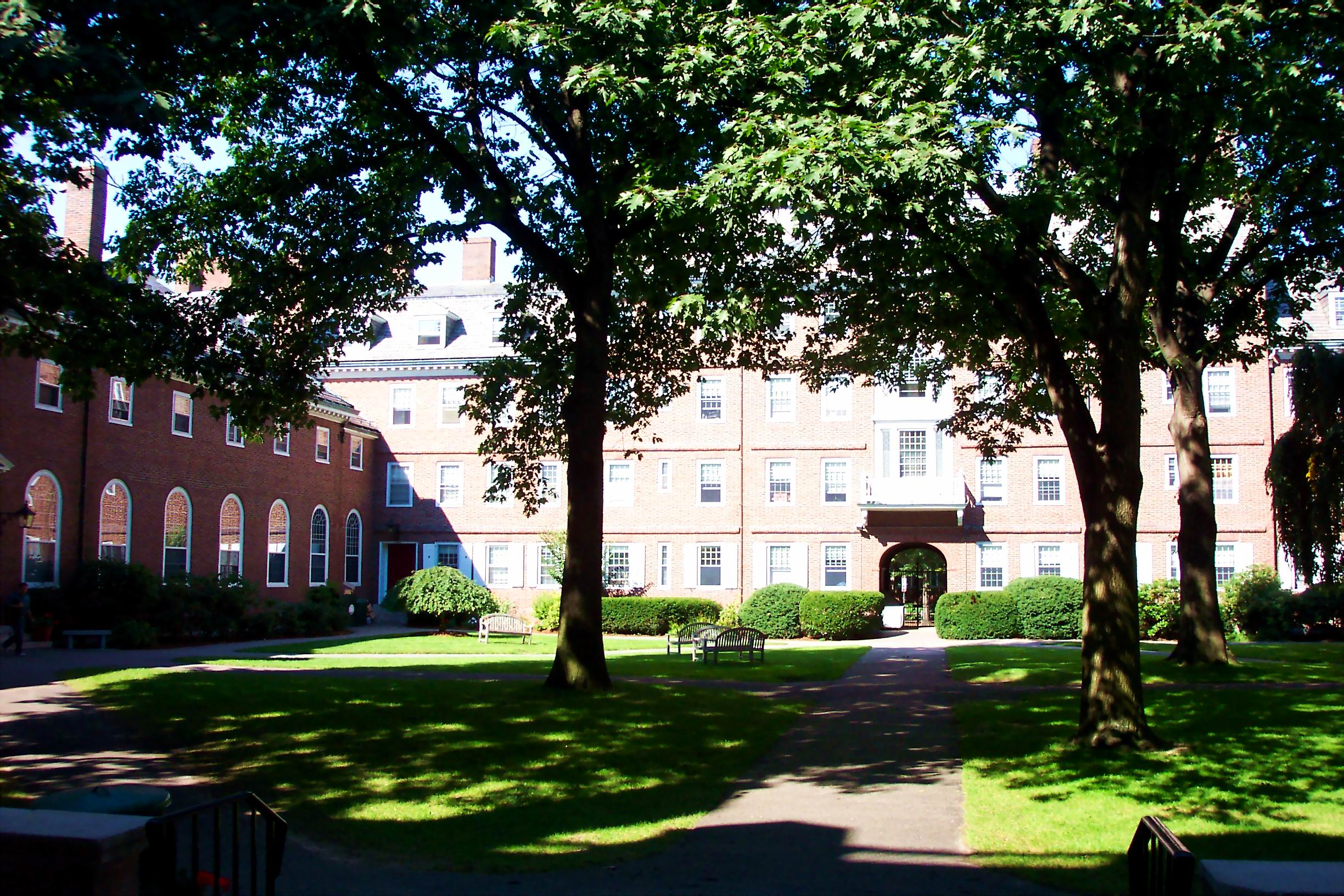
Il prato antistante la Kirkland House

La Kirkland House è una delle 12 residenze per studenti undergraduate presenti ad Harvard, si trova vicino al fiume Charles a Cambridge, Massachusetts, quattro blocchi a sud di Harvard Yard. Prende il nome da John Thornton Kirkland, rettore dell'università dal 1810 al 1828. I lavori per la costruzione dell'edificio iniziarono nel 1914 e finirono solamente 19 anni dopo. La Kirkland House include una palestra, un salotto, una sala giochi, una sala musica, uno spazio eventi e un muro dove si commemorano i risultati del Kirkland House Boat Club.

## Facebook
In una stanza della Kirkland House, tra la fine del 2003 e l'inizio del 2004, gli studenti di Harvard Mark Zuckerberg, Eduardo Saverin e i loro compagni di stanza, diedero vita al social network "The Facebook". 

## Inquilini celebri
- Jeff Bingaman
- Antony Blinken
- Kevin Kallaugher
- Charles Murray
- Franklin Raines
- Wallace Shawn
- Thomas Sowell
- Pat Toomey
- Mark Zuckerberg